# Ruth Wisse
Ruth R. Wisse (pronunciado /waiz/; 13 de maio de 1936) é uma professora de Literatura iídiche de Martin Peretz e professora de literatura comparada na Universidade Harvard. Ela é a irmã de David Roskies, professor de Literatura judaica e iídiche no Jewish Theological Seminary.

## Carreira
Wisse nasceu duma família judia em Czernowitz onde atualmente fica na Ucrânia, mas foi parte da Romênia. Ela cresceu em Montreal, Canadá e alcançou o PhD dela na Universidade McGill em 1969. Como uma professora, Wisse já lecionou nas universidades McGill, Stanford, Nova Iorque, Hebraica e Tel Aviv. Enquanto ensinava no McGill ela desenvolveu um "pioneiro" programa de graduação em Estudos judaicos".
De acordo com um crítico, o trabalho de Wisse é caracterizado "pela nitidez do entendimento dela, por falta de vontade dela de recuar duma discussão e pela incapacidade de mesmo aqueles quem a discorde de negar o brilho dela." Ela recebeu um dos Medalha Nacional de Humanidades de 2007. O prêmio cita-a por "bolsas de estudos e ensinamentos que tem iluminado as tradições literárias judaicas. Os escritos perspicazes dela tem enriquecido o nosso entendimento da literatura iídiche e da cultura judaica no mundo moderno."
Ela é um membro do comitê editorial da Jewish Review of Books e uma contribuidora frequente a Commentary. Ela dedicou o seu último livro, Jews and Power, ao editor, Neal Kozodoy.

## Viés político
Nos ensaios e nos livros como “If I Am Not for Myself: The Liberal Betrayal of the Jews” de 1992 e “Jews and Power” de 2008, Wisse segue uma dura linha neoconservadora em questões sociais e políticos. Ela irritou feministas por argumentar a favor do casamento tradicional e questões de gênero, condenando a participação judaica no Comunismo e destacou a capacidade de judeus por aqueles crimes. A crítica de Wisse da liberação da mulher movement como uma forma de neomarxismo tem sido extensivamente citado por críticos das políticas radicais feministas. Ela ecreveu:
"Acima de tudo", de acordo com o perfil em maio de 2014 no The Jewish Daily Forward, Wisse tem sido "uma das mais fortes vozes do conservadorismo em apoio de Israel, argumentando que a crítica do estado repete hábitos arraigados da acomodação judaica e auto-culpa". Ela vê nenhuma equivalência moral entre os lados Árabe e Israelita no conflito do Oriente Médio:
Wisse foi criticada por escrever que "Árabes palestinos [são] pessoas que criam e sangram e anunciam a miséria deles" na revista Commentary em 1988. De acordo com Alexander Cockburn, Wisse está incomodada pelo "fracasso do descaramento" dos  intelectuais judaicos-americanos e "enjoadiço sobre os fuzilamentos e surras infligidos pelos criadores" deles. Seguido de protestos e a decisão da Universidade de Harvard de cancelar o discurso de Marty Peretz depois de Peretz escrever "A vida muçulmana é pobre, especialmente para outros muçulmanos", Wisse condenou o "Pensamento coletivo" em Harvard e defendeu Peretz, dizendo que "desejar que muçulmanos o dever de condenar a violência no meio deles não é intolerância mas liberdade". Wisse é uma membra da International Advisory Board da NGO Monitor.

## Livros
- The Shlemiel as a Modern Hero
- If I Am Not For Myself: The Liberal Betrayal of the Jews
- The Modern Jewish Canon: A Journey Through Language and Culture
- Jews and Power
- No Joke: Making Jewish Humor

### Livros editados
- Shtetl, and Other Yiddish Novellas
- The Penguin Book Of Modern Yiddish Verse (com Irving Howe)
- The Best Of Sholem Aleichem
- The I.L. Peretz Reader

### Traduções
- The I.L. Peretz Reader, por Isaac Loeb Peretz
- The Well, por Chaim Grade; título original: Der brunem